# I. András magyar király
I. András (közismert ragadványnevén: Katolikus vagy Fehér András, más alakváltozata alapján Endre; 1015 körül – Zirc, Magyar Királyság, 1060 decembere), Magyarország királya 1046 és 1060 között. Az Árpád-ház fiatalabbik ágából származott, a megvakíttatott Vazul fia volt. 
Az Orseolo Péterrel szemben szerveződő Vata-féle pogánylázadást kihasználva fivérével, Leventével visszatértek száműzetésükből a Magyar Királyságba és megdöntötték Péter hatalmát. Uralkodóként András megerősítette a keresztény államszervezetet és sikeresen lépett fel a Szent Római Birodalom támadásai ellen. András még apja megvakítása utáni Kijevi Ruszban töltött száműzetése idején vette feleségül I. Jaroszláv nagyfejedelem leányát, Anasztáziát, akitől a források szerint három gyermeke is született.
Ugyan idősebb fiát, Salamont még életében ifjabb királlyá koronáztatta, ám nem tudta megakadályozni másik testvére, I. Béla trónra kerülését. Fivére 1060. év végén lengyel segítséggel megdöntötte uralmát, a harcok során súlyosan megsérült király pedig nem sokkal ezt követően Zircen elhunyt. Sírja ma is az általa 1055-ben alapított tihanyi apátság altemplomában található, ami az egyetlen épségben megmaradt királysír az Árpád-korból. I. András király nevéhez fűződik egyúttal az apátság alapítóokirata is, ami az egyik legfontosabb magyar nyelvű szórványemlék.

## Élete

### Származása és ifjúsága

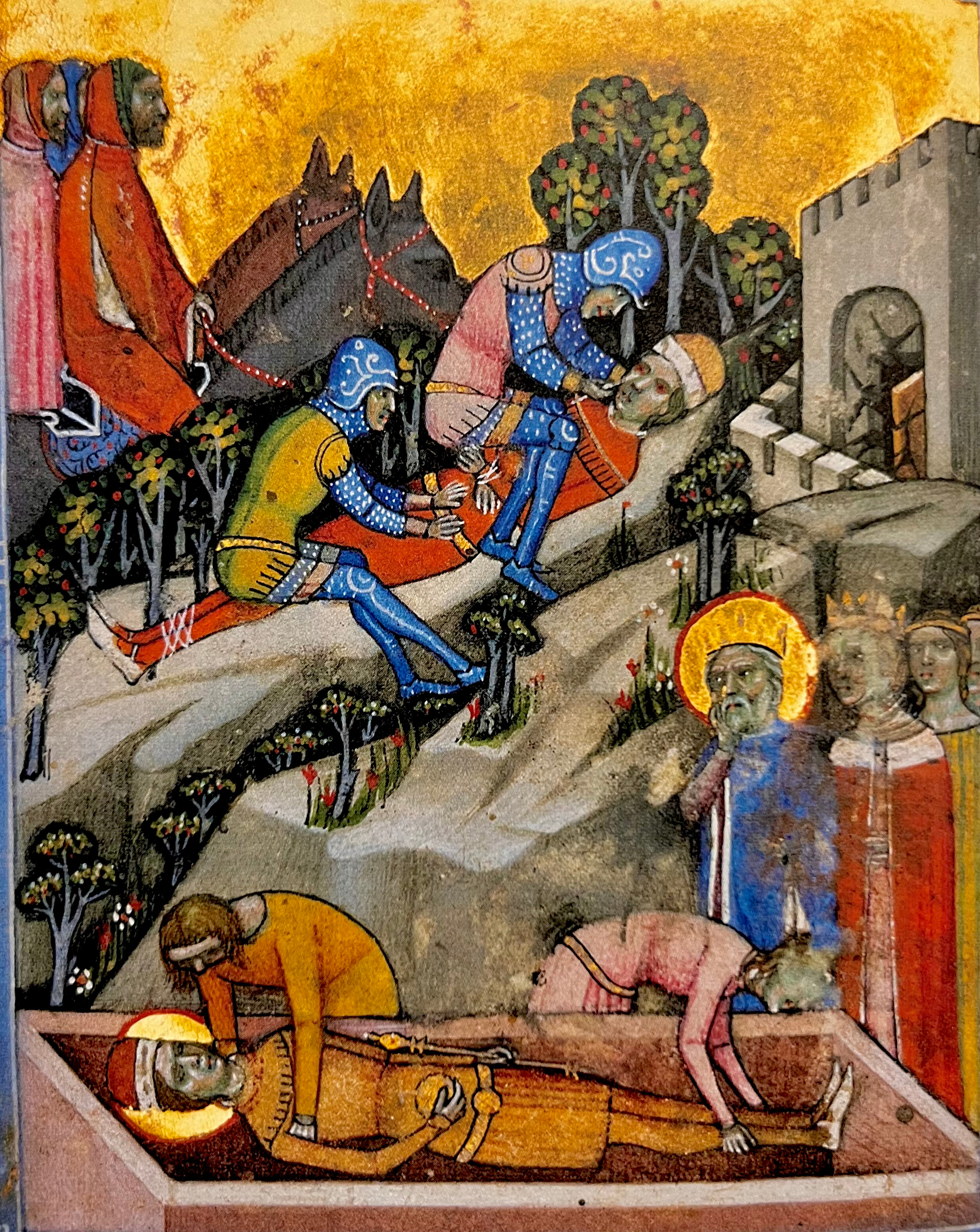
Imre herceg temetése (alul) és Vazul megvakíttatása (felül)
(Képes krónika)

András 1015 körül születhetett, ám pontos adattal születése dátumáról és helyszínéről nem rendelkezünk. Taksony magyar fejedelem dédunokája volt, Mihály fiának, Vazulnak – egyes források szerinti – második fia. Apját későbbi krónikások tévesen nevezték meg Szár Lászlóként, ő ugyanis apja testvére volt. András édesanyjának neve szintén nem maradt fenn, annyit tudunk róla, hogy a Tátony nemzetségből származott. Két testvéréről számolnak be a krónikák: idősebb fivére Levente, míg a fiatalabb Béla volt.
Miután vadászbalesetben elhunyt István király fia, Imre herceg, az új örökösnek megnevezett Orseolo Pétert (István unokaöccsét) András apja, Vazul nem akarta elismerni. A döntés ellen fellépő herceget a király 1031 után Nyitrán megvakította és fülébe forró ólmot öntetett.
Apjuk megvakítását követően fiainak menekülniük kellett. Először a Cseh Királyságba mentek, majd onnan Lengyelországba, ahol II. Mieszko fejedelem udvarába kerültek. Ideérkezésük az 1031 és 1034 (a fejedelem halála) közötti időszakra tehető. A lengyel udvarban az akkor még feltehetően kiskorú Béla maradt csak ott, a másik két testvér továbbállt a Kijevi Rusz irányába. Itt I. Jaroszláv nagyfejedelem szolgálatába szegődtek, ahol 1038 táján András elnyerte a fejedelem leányának, Anasztáziának kezét. Feltehetően ennek a házasságnak az előfeltétele az volt, hogy Andrásnak fel kellett vennie a kereszténységet. Ekkor a Kijevi Rusz védőszentjének, Szent Andrásnak a nevét kapta. Eredeti pogány nevét a források nem őrizték meg.

### Útja a trónig

#### Előzmények

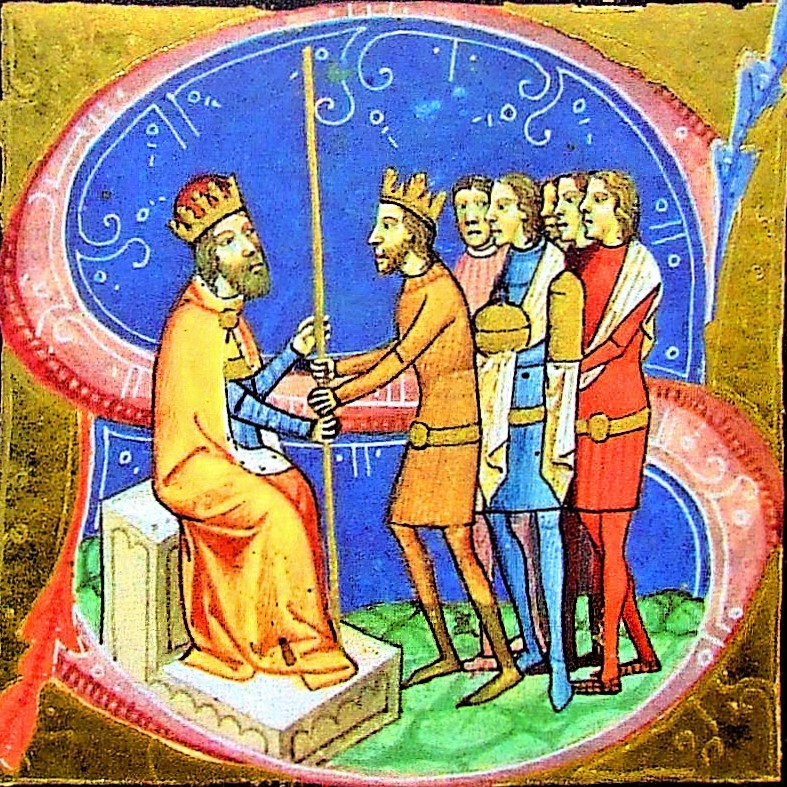
Péter király aranyozott lándzsa képében hűbérül adja az országot a császárnak (Képes krónika)

Miután 1038-ban Orseolo Péter hatalomra került, folytatta István király politikáját. Péter jelölése a trónra szembe ment mind a régi szeniorátusi szokásjoggal, miszerint a család legidősebb férfitagja örököl, mind pedig a primogenitúra szerinti elsőszülöttségi elvvel. 1041-ig azonban hiába lépett nagybátyja nyomdokaiba, gyenge legitimitása miatt a trónra nem tudhatta maga mögött az ország nagyurainak támogatását. Az ellene fellépő Aba Sámuel – aki István sógora volt – ezért megdöntötte uralmát, Péter pedig III. Henrik német királyhoz fordult segítségért.
Henrik serege 1044-ben a ménfői csata során győzelmet aratott, így Péter visszakerült a magyar trónra. Második regnálása azonban még rövidebbnek bizonyul, mivel nem tudta elcsitítani a belső konfliktusokat. Péter emellett a Szent Római Birodalom adófizetője is lett, amelynek a Képes krónika a függő viszonyát hangsúlyozza: „Péter király (…) a magyarok és németek színe előtt átadta neki Magyarországot aranyozott lándzsa képében.” Az előkelők egy csoportja Gellért püspök részvételével ezért szervezkedni kezdett Péter ellen, egyúttal elhatározták, hogy visszahívják a Vazul-fiakat az országba.

#### A pogánylázadás
Bővebben: a Vata-féle pogánylázadás szócikkben
1046-ban az összeesküvők Csanádon szervezték Péter király második uralmának megdöntését, amikor Békés vármegyéből kiindulva fellobbant a Vata nemzetségfő vezette pogánylázadás. Ebben az évben érkezett vissza a kaotikus állapotba süllyedő Magyar Királyságba András és fivére, Levente. A lázadók Abaújváron találkoztak a visszatérő hercegekkel, akiktől támogatást kértek pogány hitük gyakorlásához, amelyre feltehetően vagy kitérő választ kaptak, vagy támogatást sejtetőt, elvégre visszautasítás esetén maguk ellen fordították volna a pogány felkelőket.
A hercegek az András apósától kapott sereggel, valamint a pogány lázadókkal kiegészülve hamar elsöpörték Péter uralmát, 1046 őszére már a Dunáig birtokolták az országot. Az ősi vallás követői azonban mindeközben igyekeztek a kereszténységet is felszámolni, híveiket pedig elpusztítani, ennek esett áldozatául Gellért püspök is, akit 1046. szeptember 24-én gyilkoltak meg. Péter újra a németek felé fordult, és a nyugati határon már gyülekeztek is a császári csapatok. A királyt háromnapi küzdelem után elfogták és az egyik forrás szerint megölték, másik szerint csak uralkodásra alkalmatlanná tették, azaz feltehetően megvakították. Andrást így 1046-ban sikerült a trónra ültetni. Koronázására Székesfehérvárott, a Nagyboldogasszony-bazilikában a megmaradt három püspök celebrálásban került sor 1046 vége felé.

## Uralkodása (1046−1060)

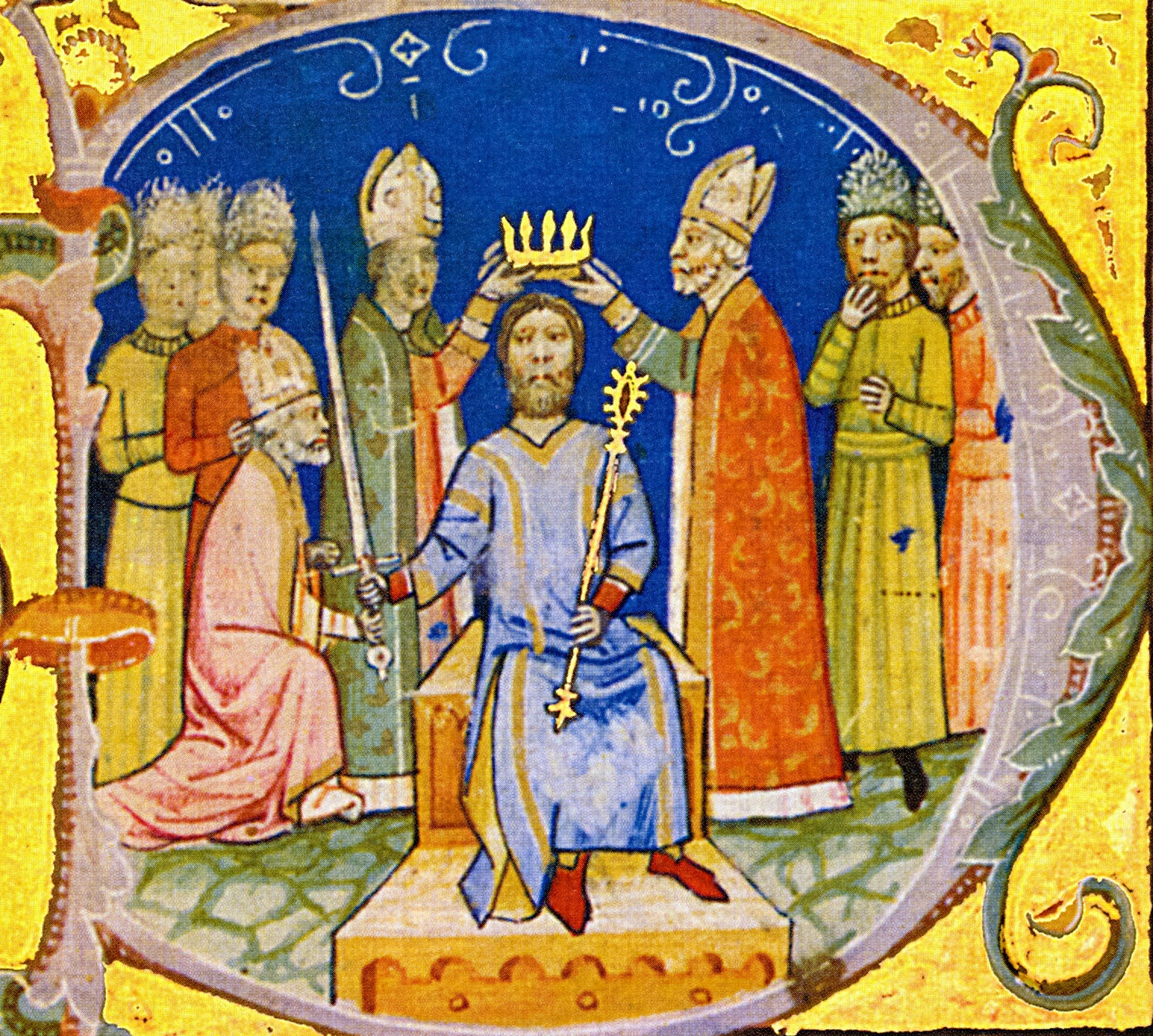
I. András király koronázása
(Képes krónika)

Trónra kerülve hozzálátott a Vata-féle lázadás és a pogányság egészének felszámolásához, egész uralkodása alatt erélyesen fellépve a nép körében a kereszténység ellenzőivel szemben. Ismét István király rendelkezéseinek betartására kötelezte alattvalóit, ő maga is a keresztény államszervezet megerősítésén munkálkodott (ezért kapta a „Katolikus” és a „Fehér” jelzőket). Koronázására is a keresztény szertartásrend szerint került sor. Ezt követően kaphatta IX. Kónsztantinosz bizánci császártól a Monomakhosz-koronát.

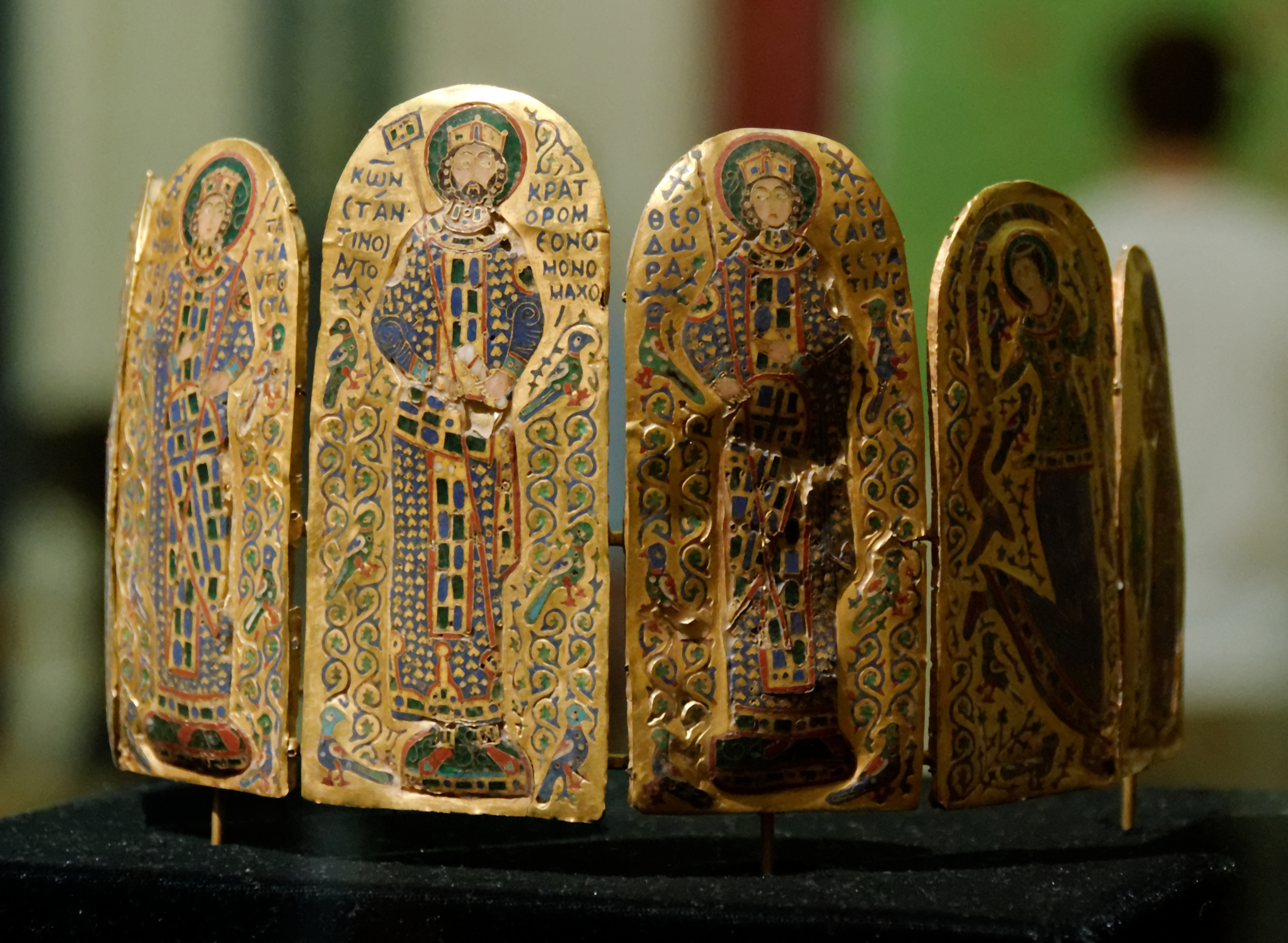
A Monomakhosz-korona, amit feltehetően IX. Kónsztantinosz bizánci császár küldött András számára (Nemzeti Múzeum)

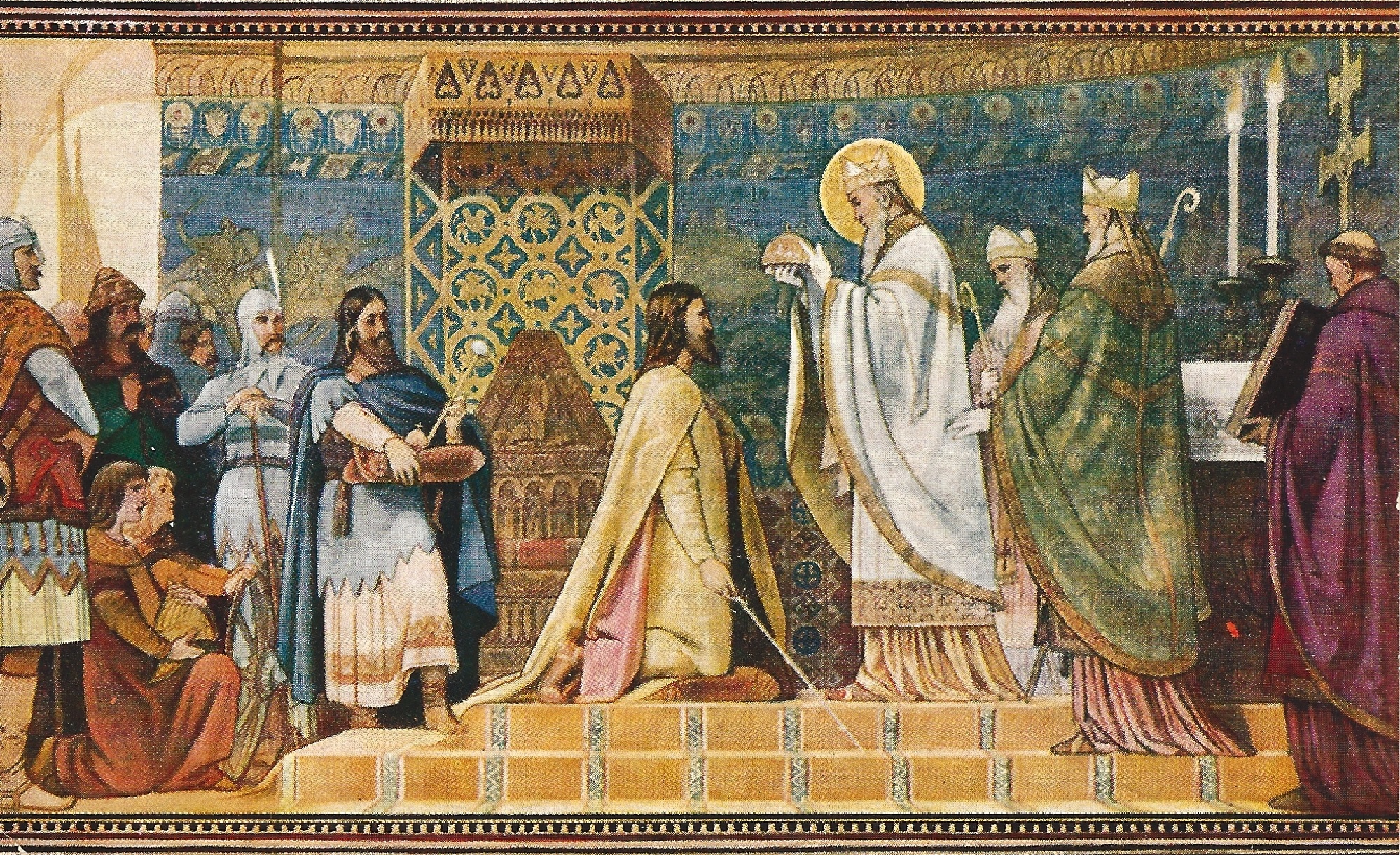
I. Endre megkoronázása. Képeslap Székely Bertalan festőművész falfestményéről a pécsi székesegyházban

Királlyá avatásával az ősi örökösödési rend – senioratus vagy successio gradualis – is visszaállt. 1047 elejére az ország egysége helyreállt, a királyi haderő az előkelők egységes támogatásával erőfölénybe került. A lázadók által legyilkolt papok pótlására a Francia Királyságból érkeztek hittérítők. Ebben közrejátszhatott András felesége, Anasztázia királyné, akinek Anna nevű leánytestvére I. Henrik francia király felesége volt. András alapította 1055-ben a tihanyi apátságot, amelynek alapítóokiratában találhatóak a magyar nyelv első összefüggő emlékei, ezek közül a legismertebb a „Feheruuaru rea meneh hodu utu rea” (Fehérvárra menő hadi útra) frázis.
A belső rend helyreállítása után András első dolga a németekkel való békekeresés volt. Ennek érdekében már 1047-ben követeket küldött III. Henrik császárhoz és kész volt területeket átengedni, valamint adót fizetni, de a hűbérességet nem vállalta. A béketárgyalások ekkor abbamaradtak, a német-római uralkodó figyelmét ugyanis az itáliai területek kötötték le. András felkészült arra, hogy idővel Henrik bosszút akar majd állni az elvesztett birtokáért. 1048 elején ezért hazahívta testvérérét Lengyelországból, és Bélát tette meg a magyar hadak fővezérévé, aki nagy hadvezetési tapasztalattal rendelkezett. Egyúttal testvérének adta az ország egyharmadát (dukátus), ami a hatalmas terület mellett nagy fokú önállóságot is jelentett Béla számára. Mivel ekkor még feleségétől nem született gyermeke, így feltehetően testvérét tekintette utódjának.

### Háború a német-római császárral (1051–53)

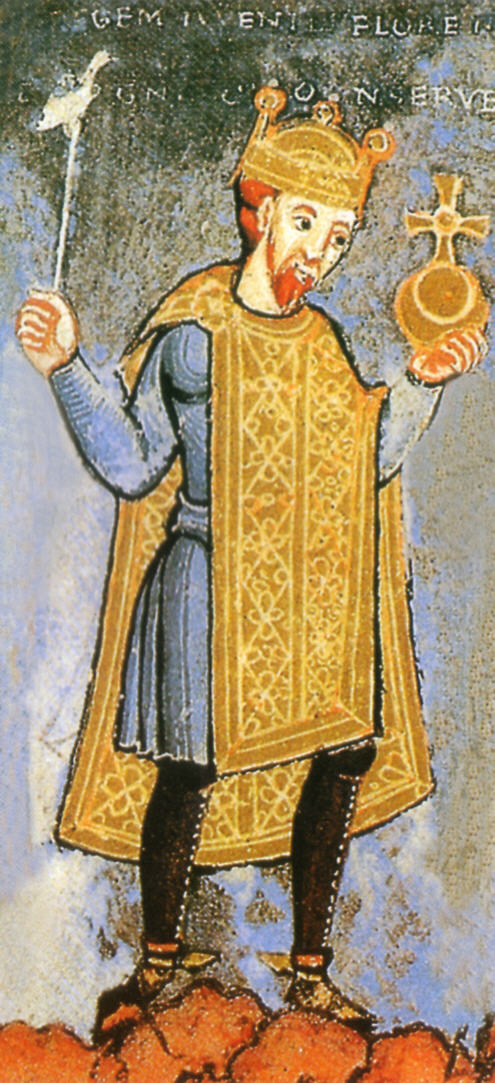
I. András király ellenfele, III. Henrik német-római császár egy korabeli miniatúrán (1040 körül)

1051-ben III. Henrik császár haddal indult a Magyar Királyság ellen. A német sereg két irányból közeledett a magyarok felé: az egyik csapat a Vágon átkelve a Nyitra folyóig hatolt – Henrik, kikerülve a nyugati határkaput a Stájer Hercegség felől tört be a Dunántúlra, feltehetően a meglepetés erejében bízva –, a másik sereget Gebhard regensburgi püspök vezette, ez a hadtest a Dunát biztosította és ezen keresztül szállították az utánpótlást a sereg részére.
A német csapatok keresték az ütközetet, azonban a magyarok a felperzselt föld taktikáját alkalmazták, csakúgy mint István király 1030-ban II. Konrád császár ellen. A német sereg elől a lakosságot kiköltöztették, az élelmet elvitték vagy elpusztították. A németek ennek ellenére Fehérvárig jutottak, sőt, egyes források szerint meg is ostromolták a várost. A császári csapatok azonban éheztek, mivel semmi élelmet nem találtak és az utánpótlásuk is akadozott. Mindeközben magyar katonák kísérték őket, így mindennaposok voltak az apróbb összecsapások: éjszakánként rajtaütöttek a német őrökön, továbbá a vonuló csapatok közt nyargaltak és egy-két nyílvessző kilövése után eltűntek.
Ekkor döntött úgy a császári sereg, hogy elhagyva Fehérvár környékét, északra fordulnak a Vértes hegység felé az utánpótlást szállító hajókhoz. Ám akkorra azok már nem voltak ott, ugyanis Béla herceg elfogatta az egyik futárt és olyan levelet küldött a püspöknek a németek nevében, amelynek értelmében a hadjáratnak vége és forduljanak vissza Regensburgba. A legenda szerint a Vértes onnan kapta nevét, hogy a fáradt és éhes németek vértjeiket hátrahagyva vonultak vissza észak felé.

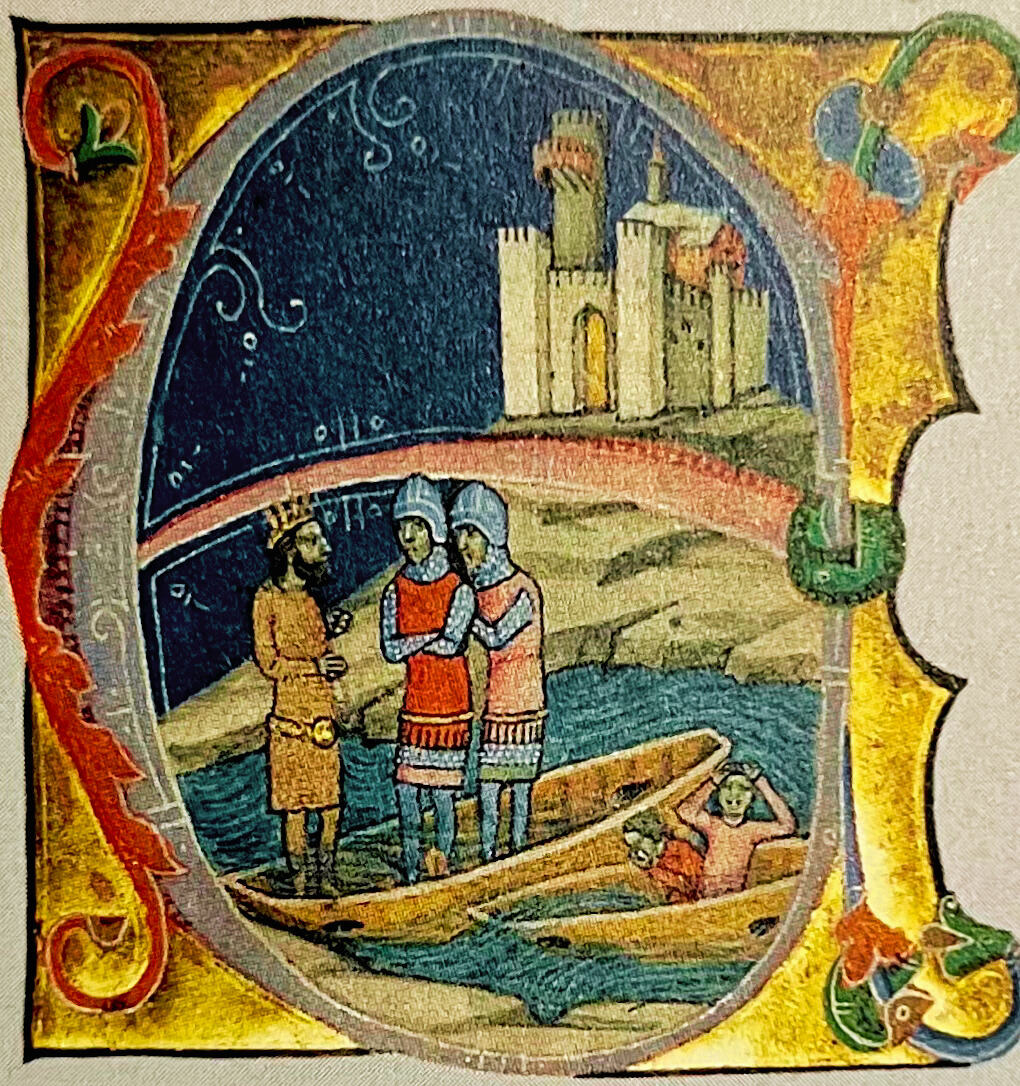
Pozsony ostromának miniatúrája, amikor Búvár Kund megfúrja a császár hajóit (Képes krónika)

Henrik a következő év tavaszán újra betört Magyarországra, okulva az előző hadjárat kudarcából, most végig a Duna mentén haladt. A támadás első színhelye Pozsony volt, ahol a jól felkészült vár nyolc hétig állta a németek támadását. A csatát végül a Búvár Kund néven ismert személy döntötte el: az eredetileg Zotmund névre hallgató várvédő az éj leple alatt a német hajók alá úszott és megfúrta azokat. A császárnak újra vesztesként kellett elhagynia az országot. Pozsonynál jelen volt a pápa, IX. Leó is, aki a felek közötti tárgyalásokat akarta elősegíteni.
A vesztes Henrikkel 1053-ban kezdődtek újra a béketárgyalások – a németek jelentős pénzt és területeket követeltek –, de a német belviszályok miatt megszakadt az egyezkedés. 1056-ban meghalt III. Henrik és hatéves fia került a trónra IV. Henrik néven. Új alapokon indultak újra a béketárgyalások, amelyek végül 1058-ban fejeződtek be. A béke értelmében a német-római császár sem anyagi, sem területi igényeket nem támasztott, a magyarok hűbéresi viszonya pedig nem merült fel. A béke megpecsételése érdekében András időközben megszületett fiát, Salamont Henrik nővérével, Judittal jegyezték el.

### Belviszály és halála (1053–60)

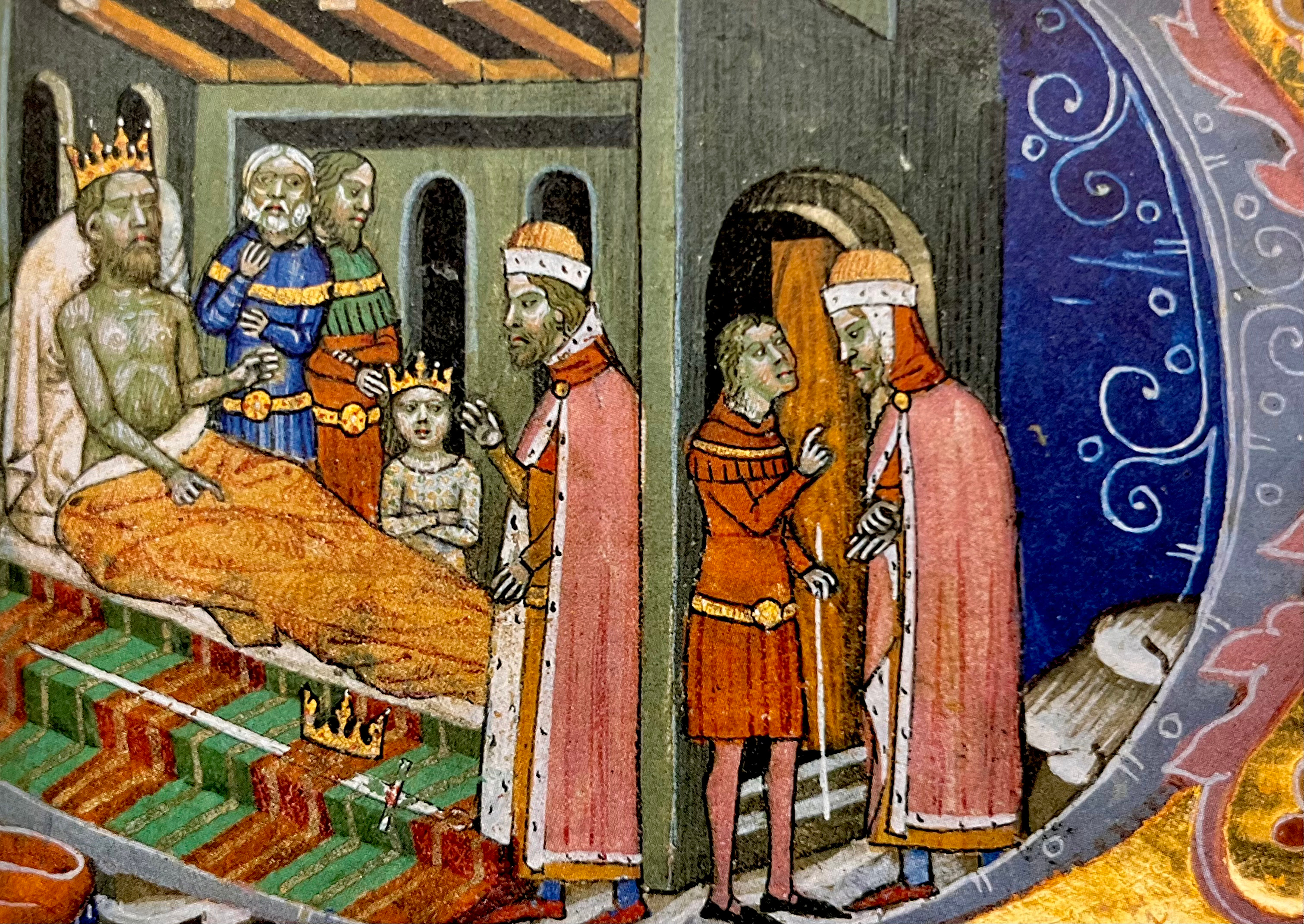
A „tiszavárkonyi jelenet”: a megbénult András király arra kényszeríti testvérét, Bélát, hogy válasszon a korona és a kard között (Képes krónika)

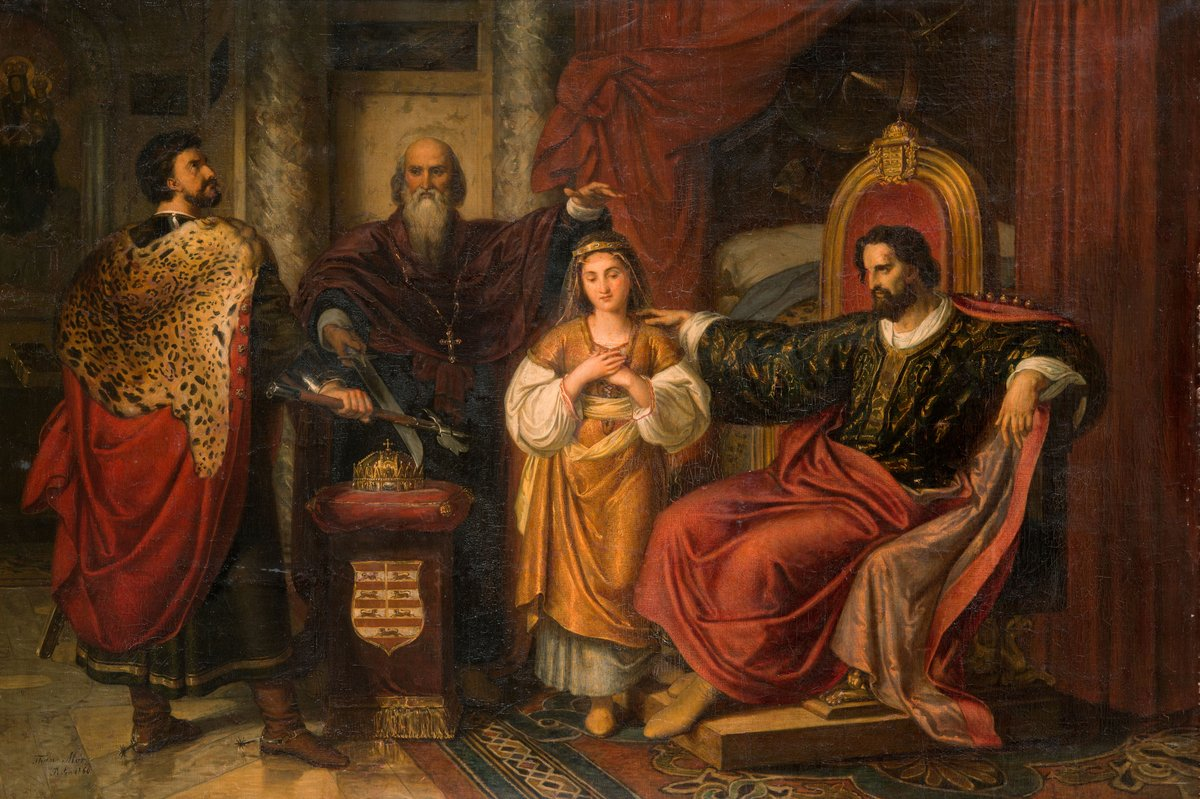
Korona és kard, 19. századi festmény a tiszavárkonyi jelenetről (Than Mór, 1860, Magyar Nemzeti Galéria)

András király és testvére, Béla herceg között a német-római császárral való hadakozás ideje alatt nem volt konfliktus. A császári félnek azonban a végleges békekötéshez feltehetően biztosítékra volt szüksége, hogy András kiskorú fiából – akivel a császár testvérét tervezték összeházasítani – ténylegesen király lesz, mivel az Árpád-háznak ekkor több uralkodásra alkalmas idősebb tagja is volt. Ezért Salamont 1057-ben ifjabb királlyá koronázták.
Az ifjú herceg megkoronázása után megszületett a béke kifelé, ám ez a dinasztián belüli konfliktus forrásává vált. Az ország egyharmadát uraló Béla ugyanis Salamon megszületéséig feltehetően András elsőszámú örökösének számított. Az ifjú herceg megkoronázásában közrejátszhatott egy másik tényező is: a király nem sokkal második fia, Dávid 1053 körüli születése után feltételezhetően szélütést kapott és megbénult, így szükségesnek láthatta, hogy mielőbb biztosítsa elsőszülött fia számára a trónutódlást.
Béla unokaöccse, Salamon és a császárleány, Judit eljegyzésétől is távol maradt. Bár azt javasolták Andrásnak, hogy mielőbb ölesse meg fivérét, a király hajlott a konfliktus békés rendezésére, és abban reménykedett, hogy testvére le fog mondani trónigényéről Salamon javára. Az úgynevezett „várkonyi jelenet” során a beteg András és Béla Tiszavárkonyban találkozott, ahol Béla választhatott: korona vagy kard. A korona a királyságot, a kard pedig a dukátust jelképezte. Ha Béla a koronát választja, a király hívei helyben lekaszabolják, ha a kardot veszi el, békében uralkodhat a saját országrészében. A hercegnek azonban megsúgták, hogy amennyiben életben akar maradni, a kardot válassza.
Ezután végérvényesen megromlott a két testvér kapcsolata. Béla Lengyelországba menekült fiaival felesége rokonaihoz. András, tartva testvére támadásától német segítséget kért, saját családját pedig német területekre menekítette. Béla 1060-ban Merész Boleszláv lengyel hadaival visszatért, és a Tiszántúlon megütközött Andrással és az őt segítő német csapatokkal. Bélának sikerült megosztani a király seregét és győzelmet aratni felette, majd később Moson közelében is összecsaptak a fivérek. Andrást a Szent Római Birodalom felé menekítették, Béla azonban csapatokat küldött eléjük, és a szövetséges határőr népekkel lezáratta a menekülési útvonalat, a mosoni kaput.
A vereséggel a már lebénult András király sorsa megpecsételődött. A határnál elfogták, majd az őt Zircre szállító szekér felborult, tovább súlyosbítva állapotát. I. András magyar király nem sokkal ezt követően, 1060 decemberében elhunyt. Halálával kapcsolatban számos elképzelés is napvilágot látott, köztük, hogy a megtört királlyal rosszul bántak fogvatartói, ennek következtében vesztette életét. Andrást az általa alapított tihanyi apátságban temették el. Nyughelye ma is fellelhető az altemplomban, ami az egyetlen épségben megmaradt királysír az Árpád-korból. A trónon fivére követte I. Béla néven. Az elhunyt András király özvegye és gyermekei a németeknél találtak menedékre.

## Családja
Lásd még: az Árpád-ház családfája cikket

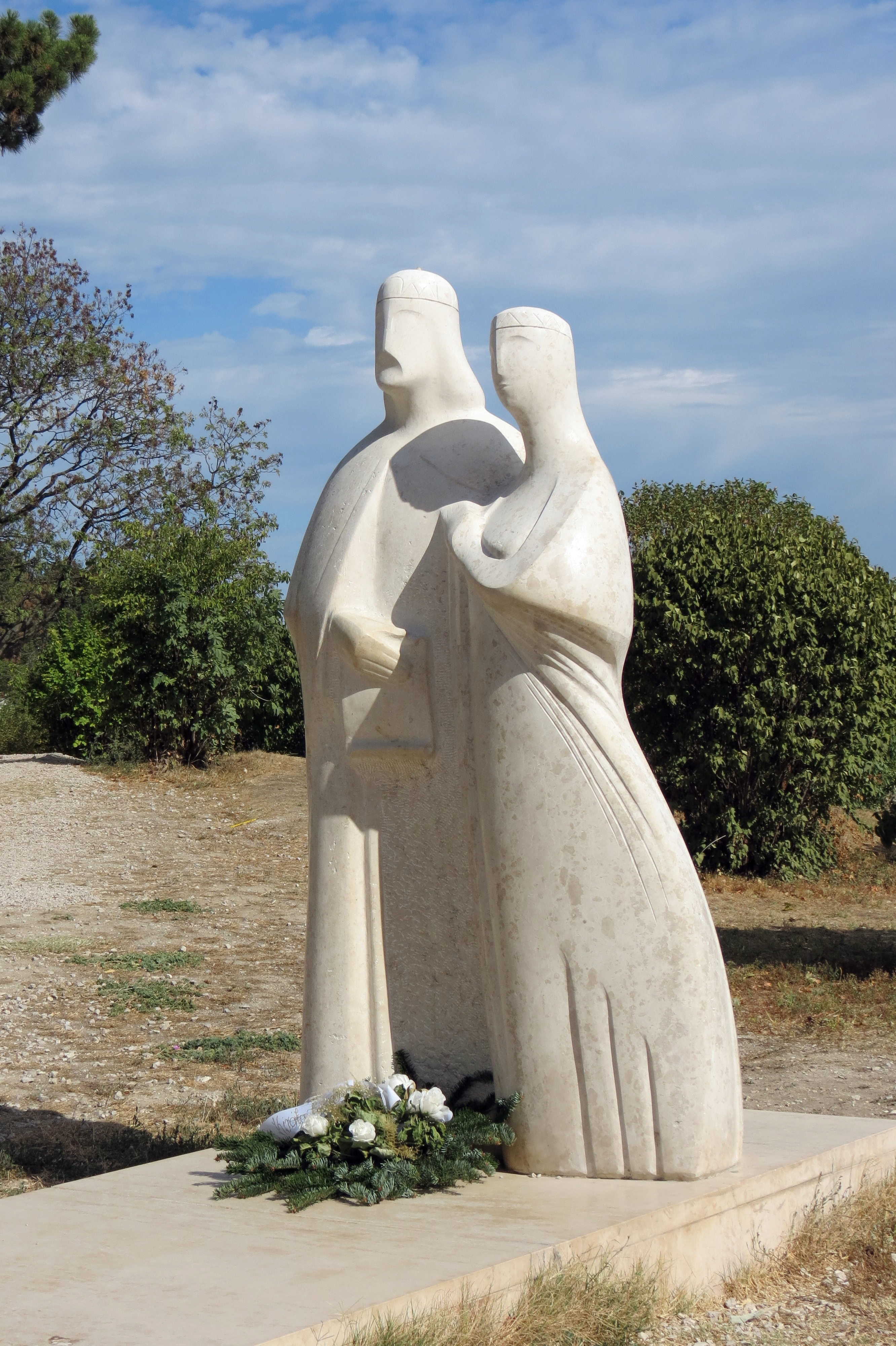
I. András és Anasztázia királyné szobra (Pisky sétány a Balaton partján, Tihany, Veszprém vármegye)

András még a Kijevi Ruszban való száműzetése idején, 1038 körül vette feleségül I. Jaroszláv nagyfejedelem leányát, Anasztáziát. Feltehetően a házasság egyik feltételeként keresztelkedett meg, és vette föl az András nevet, valószínűleg a szlávok védőszentje, András apostol utáni tiszteletből. Anasztázia apja révén a Rurik-dinasztia leszármazottja volt, míg édesanyja, Ingegerd fejedelemasszony által – aki Kincses Olaf leánya volt – a svéd Munsökkel állt rokoni kapcsolatban. Házassága révén Európa-szerte meglévő rokoni kapcsolatokra tett szert: felesége leánytestvéreinek frigyével András sógora lett I. Henrik francia királynak és III. Harald norvég királynak, egyúttal sógora volt a későbbi Izjaszláv kijevi nagyfejedelemnek is.
A források alapján Andrásnak és Anasztáziának három gyermeke született. Elsőként nem sokkal házasságkötésük után, 1040 körül jött világra Adelhaid, aki 1057 körül lett a cseh fejedelem, II. Vratiszláv második felesége. 1053-ban megszületett első fiuk, Salamon, akit még apja életében, 1057-ben ifjabb királlyá koronáztak, majd az apja halála utáni trónviszályok során belőle is magyar király vált. Második fiuk, Dávid, 1055 körül született, ő később egyházi pályára került. Mivel Salamonnak feleségétől, Judittól nem születtek gyermekei – Dávidnak pedig papi hivatása okán –, így András királlyal legitim módon csak leánya révén öröklődött tovább az Árpádok vérvonala.
Andrásnak emellett volt még egy törvénytelen fia is. 1050 körül, Marót falubeli ágyasától született György, akiről egyedül a Képes krónika tesz említést. Az ifjú születése kapcsán felmerült még az 1030-as évek második fele is – András kijevi tartózkodásának ideje – a György név Yurick, Jurij szláv névvel való azonossága miatt. Bár az ifjú és édesanyja életéről a krónika említésén túl semmi egyebet nem tudunk, a skót Drummond klán tőle származtatja magát. A család krónikája szerint az alapító, Móric, az Árpád-házi királyok leszármazottja volt. Eszerint György is tagja lehetett annak a kíséretnek, amely 1057-ben visszatért Angliába, a korábban Magyarországra menekült Száműzött Eduárd gyermekeivel, Edgarral és Margittal. A családi legenda szerint itt György később Margittal Skóciába menekült, ahol szolgálataiért nemesi rangot nyert.
|  |  |           |           |            |            | Taksony    | Taksony    | Taksony    | Taksony    | Taksony | Taksony |           |           | Ismeretlen | Ismeretlen | Ismeretlen | Ismeretlen | Ismeretlen | Ismeretlen |            |            |            |            |                |                |                |                |                            |                |            |            |            |            |         |         |         |         |         |         |         |         |       |       |       |       |  |  |       |       |       |       |       |       |  |  |
|  |  |           |           |            |            | Taksony    | Taksony    | Taksony    | Taksony    | Taksony | Taksony |           |           | Ismeretlen | Ismeretlen | Ismeretlen | Ismeretlen | Ismeretlen | Ismeretlen |            |            |            |            |                |                |                |                |                            |                |            |            |            |            |         |         |         |         |         |         |         |         |       |       |       |       |  |  |       |       |       |       |       |       |  |  |
|  |  |           |           |            |            |            |            |            |            |         |         |           |           |            |            |            |            |            |            |            |            |            |            |                |                |                |                |                            |                |            |            |            |            |         |         |         |         |         |         |         |         |       |       |       |       |  |  |       |       |       |       |       |       |  |  |
|  |  |           |           |            |            |            |            |            |            |         |         |           |           |            |            |            |            |            |            |            |            |            |            |                |                |                |                |                            |                |            |            |            |            |         |         |         |         |         |         |         |         |       |       |       |       |  |  |       |       |       |       |       |       |  |  |
|  |  | Géza      | Géza      | Géza       | Géza       | Géza       | Géza       |            |            |         |         |           |           |            |            |            |            |            |            | Mihály     | Mihály     | Mihály     | Mihály     | Mihály         | Mihály         |                |                | Ismeretlen                 | Ismeretlen     | Ismeretlen | Ismeretlen | Ismeretlen | Ismeretlen |         |         |         |         |         |         |         |         |       |       |       |       |  |  |       |       |       |       |       |       |  |  |
|  |  | Géza      | Géza      | Géza       | Géza       | Géza       | Géza       |            |            |         |         |           |           |            |            |            |            |            |            | Mihály     | Mihály     | Mihály     | Mihály     | Mihály         | Mihály         |                |                | Ismeretlen                 | Ismeretlen     | Ismeretlen | Ismeretlen | Ismeretlen | Ismeretlen |         |         |         |         |         |         |         |         |       |       |       |       |  |  |       |       |       |       |       |       |  |  |
|  |  |           |           |            |            |            |            |            |            |         |         |           |           |            |            |            |            |            |            |            |            |            |            |                |                |                |                |                            |                |            |            |            |            |         |         |         |         |         |         |         |         |       |       |       |       |  |  |       |       |       |       |       |       |  |  |
|  |  |           |           |            |            |            |            |            |            |         |         |           |           |            |            |            |            |            |            |            |            |            |            |                |                |                |                |                            |                |            |            |            |            |         |         |         |         |         |         |         |         |       |       |       |       |  |  |       |       |       |       |       |       |  |  |
|  |  | I. István | I. István | I. István  | I. István  | I. István  | I. István  |            |            |         |         |           |           | Ismeretlen | Ismeretlen | Ismeretlen | Ismeretlen | Ismeretlen | Ismeretlen |            |            | Vazul      | Vazul      | Vazul          | Vazul          | Vazul          | Vazul          |                            |                |            |            | László     | László     | László  | László  | László  | László  |         |         |         |         |       |       |       |       |  |  |       |       |       |       |       |       |  |  |
|  |  | I. István | I. István | I. István  | I. István  | I. István  | I. István  |            |            |         |         |           |           | Ismeretlen | Ismeretlen | Ismeretlen | Ismeretlen | Ismeretlen | Ismeretlen |            |            | Vazul      | Vazul      | Vazul          | Vazul          | Vazul          | Vazul          |                            |                |            |            | László     | László     | László  | László  | László  | László  |         |         |         |         |       |       |       |       |  |  |       |       |       |       |       |       |  |  |
|  |  |           |           |            |            |            |            |            |            |         |         |           |           |            |            |            |            |            |            |            |            |            |            |                |                |                |                |                            |                |            |            |            |            |         |         |         |         |         |         |         |         |       |       |       |       |  |  |       |       |       |       |       |       |  |  |
|  |  |           |           |            |            |            |            |            |            |         |         |           |           |            |            |            |            |            |            |            |            |            |            |                |                |                |                |                            |                |            |            |            |            |         |         |         |         |         |         |         |         |       |       |       |       |  |  |       |       |       |       |       |       |  |  |
|  |  |           |           | Ismeretlen | Ismeretlen | Ismeretlen | Ismeretlen | Ismeretlen | Ismeretlen |         |         | I. András | I. András | I. András  | I. András  | I. András  | I. András  |            |            | Anasztázia | Anasztázia | Anasztázia | Anasztázia | Anasztázia     | Anasztázia     |                |                | I. Béla                    | I. Béla        | I. Béla    | I. Béla    | I. Béla    | I. Béla    |         |         | Levente | Levente | Levente | Levente | Levente | Levente |       |       |       |       |  |  |       |       |       |       |       |       |  |  |
|  |  |           |           | Ismeretlen | Ismeretlen | Ismeretlen | Ismeretlen | Ismeretlen | Ismeretlen |         |         | I. András | I. András | I. András  | I. András  | I. András  | I. András  |            |            | Anasztázia | Anasztázia | Anasztázia | Anasztázia | Anasztázia     | Anasztázia     |                |                | I. Béla                    | I. Béla        | I. Béla    | I. Béla    | I. Béla    | I. Béla    |         |         | Levente | Levente | Levente | Levente | Levente | Levente |       |       |       |       |  |  |       |       |       |       |       |       |  |  |
|  |  |           |           |            |            |            |            |            |            |         |         |           |           |            |            |            |            |            |            |            |            |            |            |                |                |                |                |                            |                |            |            |            |            |         |         |         |         |         |         |         |         |       |       |       |       |  |  |       |       |       |       |       |       |  |  |
|  |  |           |           |            |            |            |            |            |            |         |         |           |           |            |            |            |            |            |            |            |            |            |            |                |                |                |                | Magyar királyok (1074-től) |                |            |            |            |            |         |         |         |         |         |         |         |         |       |       |       |       |  |  |       |       |       |       |       |       |  |  |
|  |  |           |           |            |            |            |            |            |            |         |         |           |           |            |            |            |            |            |            |            |            |            |            |                |                |                |                |                            |                |            |            |            |            |         |         |         |         |         |         |         |         |       |       |       |       |  |  |       |       |       |       |       |       |  |  |
|  |  |           |           |            |            |            |            |            |            |         |         |           |           |            |            |            |            |            |            |            |            |            |            |                |                |                |                |                            |                |            |            |            |            |         |         |         |         |         |         |         |         |       |       |       |       |  |  |       |       |       |       |       |       |  |  |
|  |  |           |           |            |            |            |            | György     | György     | György  | György  | György    | György    |            |            | Adelheid   | Adelheid   | Adelheid   | Adelheid   | Adelheid   | Adelheid   |            |            | II. Vratiszláv | II. Vratiszláv | II. Vratiszláv | II. Vratiszláv | II. Vratiszláv             | II. Vratiszláv |            |            | Salamon    | Salamon    | Salamon | Salamon | Salamon | Salamon |         |         | Judit   | Judit   | Judit | Judit | Judit | Judit |  |  | Dávid | Dávid | Dávid | Dávid | Dávid | Dávid |  |  |
|  |  |           |           |            |            |            |            | György     | György     | György  | György  | György    | György    |            |            | Adelheid   | Adelheid   | Adelheid   | Adelheid   | Adelheid   | Adelheid   |            |            | II. Vratiszláv | II. Vratiszláv | II. Vratiszláv | II. Vratiszláv | II. Vratiszláv             | II. Vratiszláv |            |            | Salamon    | Salamon    | Salamon | Salamon | Salamon | Salamon |         |         | Judit   | Judit   | Judit | Judit | Judit | Judit |  |  | Dávid | Dávid | Dávid | Dávid | Dávid | Dávid |  |  |

## Galéria

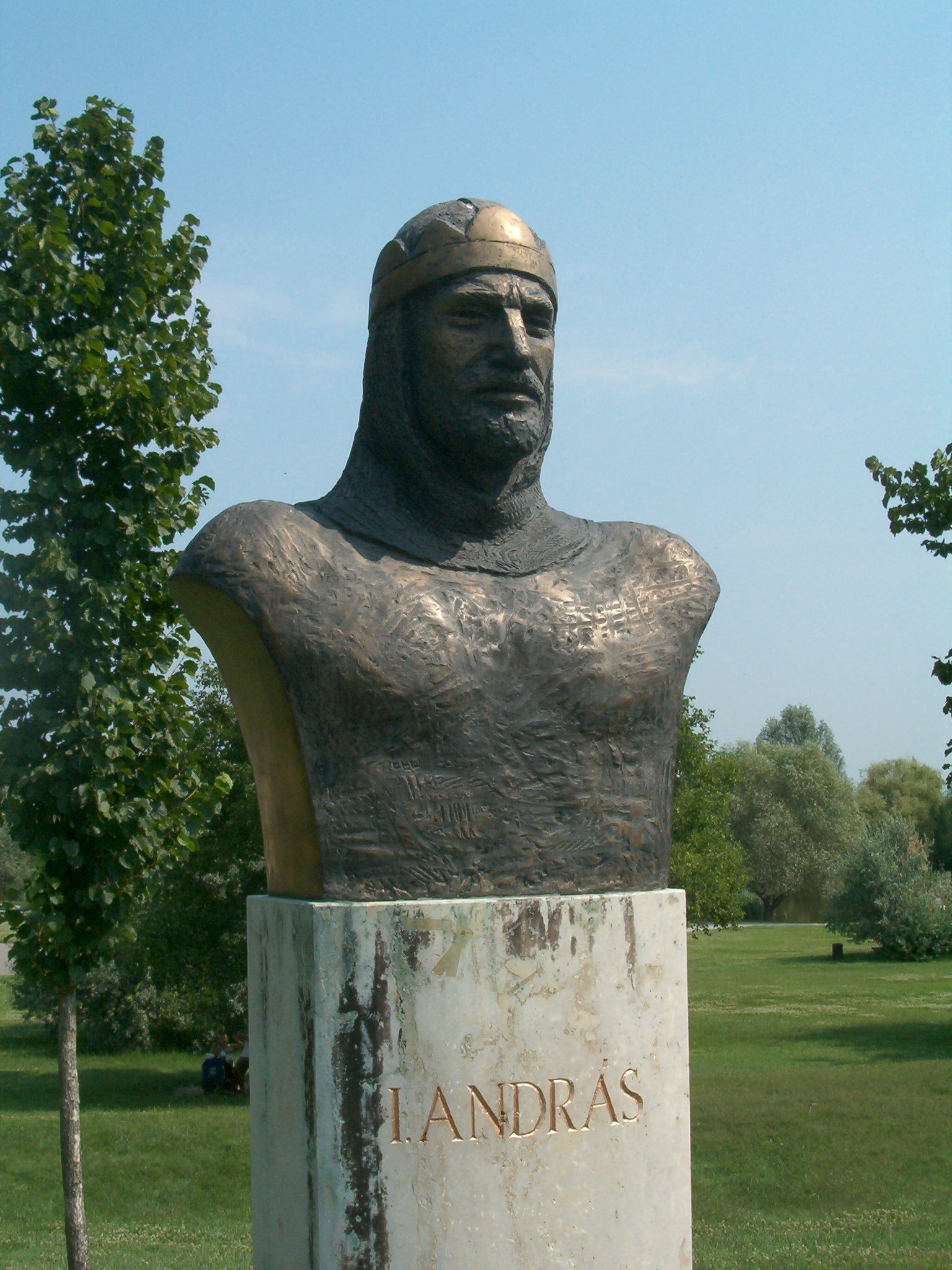
I. András szobra a Nemzeti Történeti Emlékparkban
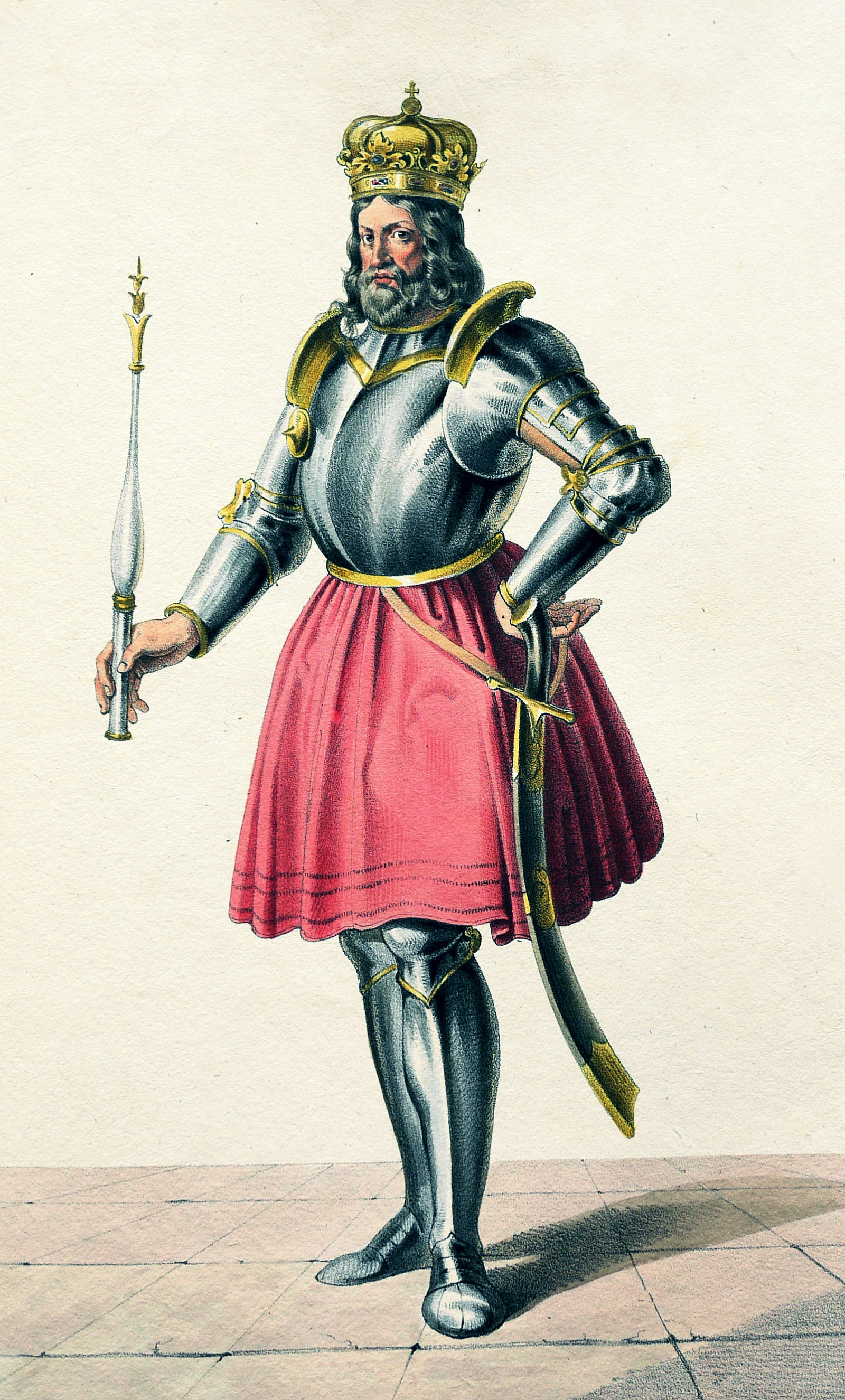
Josef Kriehuber 1828-as litográfiája I. Andrásról
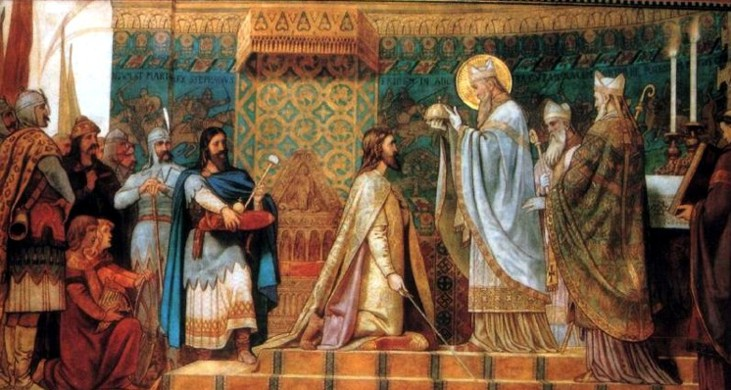
Székely Bertalan: I. András megkoronázása